# Marco Rodríguez Toro
Marco Antonio Rodríguez Toro (Rancagua, Chile; 7 de junio de 1982) es un exfutbolista chileno.

## Clubes
| Club              | País  | Año       |
| ----------------- | ----- | --------- |
| O'Higgins         | Chile | 2002-2007 |
| Provincial Osorno | Chile | 2008      |
| Santiago Morning  | Chile | 2009-2010 |
| Magallanes        | Chile | 2011      |
| Santiago Morning  | Chile | 2012      |
| Barnechea         | Chile | 2013      |

- Datos: Q5818303